# مايكل بيتشامب

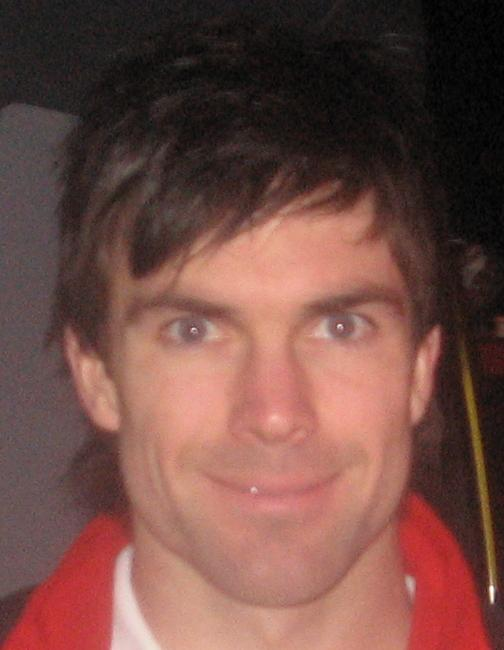
مايكل بواشامب

مايكل فرانسوا بيتشامب (بالإنجليزية: Michael Beauchamp)‏، من مواليد 8 مارس 1981 في سيدني في أستراليا، لاعب كرة قدم أسترالي من أصل فرنسي.
بدأ مسيرته الكروية مع نادي ماركوني ستاليونز في عام 2000، ولعب معهم حتى عام 2002، وشارك معهم في 25 مباراة، وفي عام 2002 انتقل إلى نادي باراماتا باور، ولعب معهم حتى عام 2004، وشارك معهم في 57 مباراة، وفي موسم 2004/2005 انتقل إلى نادي سيدني أولمبيك، وفي عام 2005 انتقل إلى نادي سنترال كوست مارينرز، وفي عام 2006 أعير إلى نادي نورنبيرغ الألماني.
و قد بدأ باللعب مع منتخب أستراليا لكرة القدم في عام 2006.

## كأس آسيا 2007
و قد سجل هدف في مرمى منتخب تايلاند لكرة القدم.

## روابط خارجية
- مايكل بيتشامب على موقع الاتحاد الدولي (مؤرشف)  (الإنجليزية)
- مايكل بيتشامب على موقع قاعدة بيانات كرة القدم.إي يو (الإنجليزية)
- مايكل بيتشامب على موقع ليكيب (الفرنسية)
- مايكل بيتشامب على موقع ناشيونال فوتبول تيمز (الإنجليزية)
- مايكل بيتشامب على موقع Soccerway.com (الإنجليزية)
- مايكل بيتشامب على موقع عالم كرة القدم.نت (الإنجليزية)
- مايكل بيتشامب على موقع كووورة